# Colônia Leopoldina

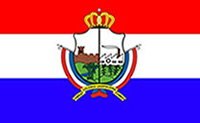
drapeau de colônia Leopoldina

Colônia Leopoldina est une municipalité brésilienne dans l'État de l'Alagoas.